# Casa Rizzi
Casa Rizzi è una palazzina in stile liberty situata nella città italiana di Barletta.

## Storia
Il progetto di rinnovamento della palazzina posta al numero 116 di Corso Garibaldi venne commissionata dalla famiglia Rizzi all'ingegnere Arturo Boccassini, il più proficuo progettista barlettano del periodo. I lavori di costruzione iniziarono verosimilmente nel 1920 e terminarono nel 1921. 
Il corpo basso ha sempre ospitato attività commerciali.

## Descrizione
La palazzina, la cui è entrata è posta sul retro, in via Geremoa Discanno, si presenta con quattro piani, due posti in corrispondenza della facciata principale e due su quella posteriore. Gli elementi più caratteristici sono sicuramente i due balconi in stile Art nouveau e le varie decorazioni che arricchiscono il prospetto centrale.